# Borowie (gromada)
Borowie – dawna gromada, czyli najmniejsza jednostka podziału terytorialnego Polskiej Rzeczypospolitej Ludowej w latach 1954–1972.
Gromady, z gromadzkimi radami narodowymi (GRN) jako organami władzy najniższego stopnia na wsi, funkcjonowały od reformy reorganizującej administrację wiejską przeprowadzonej jesienią 1954 do momentu ich zniesienia z dniem 1 stycznia 1973, tym samym wypierając organizację gminną w latach 1954–1972.
Gromadę Borowie z siedzibą GRN w Borowiu utworzono – jako jedną z 8759 gromad na obszarze Polski – w powiecie garwolińskim w woj. warszawskim, na mocy uchwały nr VI/10/2/54 WRN w Warszawie z dnia 5 października 1954. W skład jednostki weszły obszary dotychczasowych gromad Borowie, Brzuza i Jaźwiny ze zniesionej gminy Miastków w powiecie garwolińskim, obszar dotychczasowej gromady Gózd oraz miejscowości Słupy A, Słupy B, Słupy C i Słupy F z dotychczasowej gromady Słupy ze zniesionej gminy Parysów w powiecie garwolińskim, a także obszar dotychczasowej gromady Chromin ze zniesionej gminy Iwowe w powiecie mińskim (woj. warszawskie). Dla gromady ustalono 20 członków gromadzkiej rady narodowej.
31 grudnia 1959 do gromady Borowie przyłączono obszar zniesionej gromady Gościewicz (bez wsi Wola Miastkowska), a także wieś Kamionka ze znoszonej gromady Oziemkówka w tymże powiecie.
Gromada przetrwała do końca 1972 roku, czyli do kolejnej reformy gminnej. 1 stycznia 1973 w powiecie garwolińskim utworzono gminę Borowie.